# Завальне
Завальне (рос. Завальное) — село в Усманському районі Липецької області Російської Федерації.
Населення становить 1582  особи. Належить до муніципального утворення Завальновська сільрада.

## Історія
З 13 червня 1934 до 1954 року у складі Воронезької області. Відтак входить до складу Липецької області.
Згідно із законом від 2 липня 2004 року №114-оз органом місцевого самоврядування є Завальновська сільрада.

## Населення
| 2010  | 2011  | 2012  | 2013  | 2014  | 2015  | 2016  |
| ----- | ----- | ----- | ----- | ----- | ----- | ----- |
| 1689  | →1689 | ↘1643 | ↘1539 | ↘1469 | ↘1458 | ↗1476 |
| 2017  | 2018  |       |       |       |       |       |
| ↗1532 | ↗1582 |       |       |       |       |       |